# Cynthia Konlan
Cynthia Konlan, née le 29 novembre 2002 au Ghana, est une footballeuse internationale ghanéenne. Elle joue comme gardienne de but pour le club saoudien de Premier League féminine d'Al-Hilal.

## Biographie

### Débuts en club
Cynthia Konlan commence sa carrière de footballeuse au Ghana à 14 ans, lorsqu'elle rejoint le club Pearl Pia Ladies en 2016. Elle y occupe le poste de gardienne de but jusqu'en 2022[réf. souhaitée].

### Swieqi United, Malte, 2022-2023
Sélectionnée pour la Coupe du monde féminine de football des moins de 20 ans 2022 qui se tient en août au Costa Rica, elle est alors repérée par l'équipe maltaise de première division féminine Swieqi United qui lui offre un contrat le mois suivant, en septembre 2022. Elle prolonge en mai 2023 son contrat avec Swieqi United pour les deux saisons suivantes, comme l'annonce officiellement le club de la Ligue féminine d'Assikura. Cynthia Konlan joue un rôle prépondérant dans le triomphe de Swieqi United lors de la phase éliminatoire féminine d'Assikura. Tout au long de la saison, elle tient bien son poste de gardienne, n’encaissant que six buts au total. Cette performance vaut à Cynthia Konlan le titre de gardienne de but de l'année de l'Association des joueurs de football de Malte.

### Al Hilal, Arabie Saoudite, depuis 2023
Cynthia Konlan signe en août 2023 un contrat de prêt d'un an avec le club Al Hilal en Arabie saoudite, par son club actuel, le Swieqi United FC. L'annonce de son déménagement est faite sur les réseaux sociaux, le club exprimant son enthousiasme pour le transfert de Cynthia Korlan pour la saison 2023-2024,.

### Carrière internationale
Cynthia Konlan est sélectionnée dans l'équipe du Ghana pour les match de la Coupe du monde féminine de football des moins de 17 ans en 2018. Elle ne joue alors qu'un seul match, contre le Mexique, entrant comme remplaçante à la 95e minute pour participer aux tirs au but qu'elles ont perdus 2–4.
Elle est sélectionnée quatre ans plus tard dans l'équipe nationale jeunes pour la Coupe du monde féminine de football des moins de 20 ans 2022. Elle joue alors deux matchs lors de la phase de groupes du Ghana.
Cynthia Konlan reçoit sa première convocation en équipe nationale senior pour le match amical contre le Maroc le 12 avril 2022, mais elle ne joue finalement pas. C'est contre le Bénin qu'elle fait ses débuts en équipe nationale le 19 février 2023, là aussi en match amical.